# علم البيئة السلوكية والبيولوجيا الاجتماعية (مجلة)
علم البيئة السلوكية والبيولوجيا الاجتماعية (بالإنجليزية: Behavioral Ecology and Sociobiology)‏ هي مجلة علمية تخضع لمراجعة النظراء تغطي الدراسات الكمية والتجريبية والنظرية في مجال تحليل سلوك الحيوان على مستوى الفرد والسكان والمجتمع.

## المستخلصات والفهرسة
المجلة مستخلصة ومفهرسة في:
- دار سيج للنشر
- إنفوتراك
- أغريكولا (قاعدة بيانات) [الإنجليزية]
- ملخصات الأحياء [الإنجليزية]
- ملخصات بيوسيس [الإنجليزية]
- المركز الدولي للزراعة والعلوم الحيوية [الإنجليزية]
- نت لايبراري
- المحتويات الحالية (قاعدة بيانات)
- إي بي إسكو إندستريز (قاعدة بيانات) [الإنجليزية]
- إلسيفير بايوبيس (قاعدة بيانات) [الإنجليزية]
- إم بيولوجي (قاعدة بيانات) [الإنجليزية]
- فرانسيس (قاعدة بيانات)
- جيوبيس (قاعدة بيانات) [الإنجليزية]
- جيو رف (قاعدة بيانات) [الإنجليزية]
- (سي آي بي) دايركت [الإنجليزية]
- الببليوغرافيا الدولية للأدب الدوري [الإنجليزية]
- بروكويست
- سايك إنفو [الإنجليزية]
- مؤشر الاقتباس العلمي
- سكوبس
- قاعدة بيانات فينيتي للأبحاث العلمية والتقنية [الإنجليزية]
- سجل علم الحيوان [الإنجليزية]

وفقًا لتقارير الاستشهاد بالمجلات الأكاديمية، فإن عامل التأثير للمجلة لعام 2020 يبلغ 2.980. 